# 주메이라 비치 호텔
주메이라 비치 호텔(Jumeirah Beach Hotel, "The JBH")은 아랍에미리트 두바이에 위치한 5성급 호텔이다. 1997년 개장하였다. 두바이에 본사를 둔 주메이라 인터내셔널 사가 운영하고 있다. 건물은 매우 독특하게도 물결치는 모양을 하고 있는데, 객실수는 총 618 개이며, 층수는 25층이다.
두바이에서 부르즈 알-아랍 다음으로 사치스런 호텔이라고 알려져 있다.
여기에 머문 유명인으로는 벤 스틸러, 제시카 알바 등이 있다. 리버풀 FC 팀도 여기에 묵은 적이 있다.

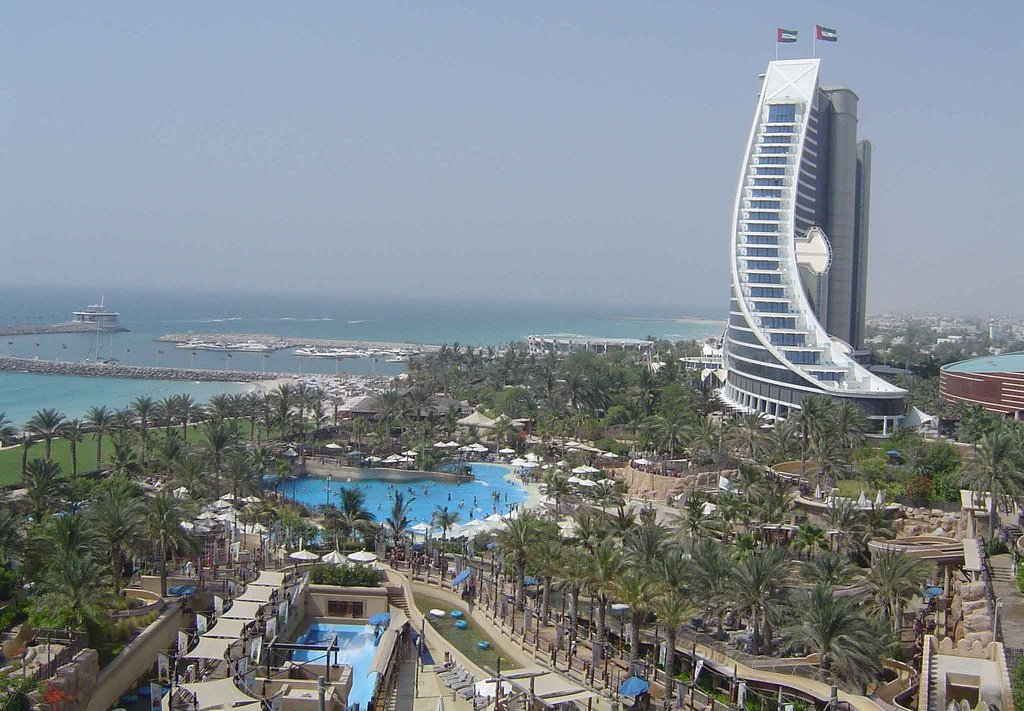
와일드 와디에서 바라본 호텔

모든 객실은 바다를 조망하고 있다. 호텔 안에는 여러 개의 레스토랑 및 카페, 술집, 클럽, 체육관이 있다. 또한, 호텔은 여러 개의 대형 수영장을 갖추고 있으며, 바로 옆에는 와일드 와디 워터 파크가 위치해 있다.
최근 몇 년간, 이 호텔은 여러 번의 개보수 공사를 하였다.

## 와일드 와디 워터 파크
와일드 와디 워터 파크는, 역시 주메이라 인터내셔널이 소유한 워터 파크이다. 두바이의 유원지로서 유명한 곳인데, 그 안에 있는 여러 개의 물놀이용 미끄럼틀(슬라이드)로 유명하다. 수압을 이용해 이용객들을 100피트 높이의 높은 곳으로 이동시켜주는 시설은 세계에서 유일하다. 이용객들은 튜브 안에 그냥 있어도, 높은 곳으로 저절로 올라 가게 된다.